# Cabrera (Cundinamarca)
Pour les articles homonymes, voir Cabrera.
Cabrera est une municipalité située dans le département de Cundinamarca, en Colombie.

## Histoire
Des fouilles réalisées dans les montagnes locales ont montré que le site était habité par la population précolombienne chibchas.